# 永井一孝
永井 一孝（ながい ひでのり、1868年9月23日（慶応4年8月8日） - 1958年（昭和33年）12月16日）は、日本の国文学者。旧姓は池谷。号は空外。

## 略歴
信濃国筑摩郡福島（長野県木曽郡木曽町福島）出身。1893年東京専門学校文学科第1回卒業生。英文学・演劇学をめざすが、坪内逍遥の勧めで訓詁を関根正直に学ぶ。1895年東京専門学校講師、1907年早稲田大学教授、高等師範部、高等予科で国文学を担当。1943年定年退職して名誉教授。門下に山口剛、竹野長次、佐々木八郎らがいる。

## 著書
- 『国文法要義』大日本図書 1903-1910
- 『国文提要 頭書』大日本図書 1916
- 『枕草紙新釈 校定』三星社 1919-1920
- 『明治文学史』文献書院 1929
- 『江戸文学史』敬文堂書店 1935
- 『徒然草新評釈 校定』早稲田大学出版部 1950

### 共編著
- 『国文学小史』和田万吉共編 教育書房 1899
- 『新撰国文講本 巻の1,2』和田万吉共著 冨山房 1899
- 『国語法階梯』岡田正美補 大日本図書 1900
- 『国文筌蹄』編 大日本図書 1913
- 『国文要領』編 大日本図書 1913
- 『校定増鏡新釋』竹野長次共著 近田書店出版部 1917-1918
- 『女子新作文軌範』原田鎗三共編述 啓成社 1920
- 『国文選釈 受験参考』竹野長次共著 三星社出版部 1921
- 『徒然草新釈 校定』竹野長次共著 敬文堂書店 1934

### 校訂
- 『平家物語』校 有朋堂文庫 1910
- 『太平記』校 有朋堂書店 1922
- 『上田秋成集』校 有朋堂文庫 1926
- 湯浅元禎『常山紀談』校 有朋堂文庫 1926
- 橘南谿『東西遊記・北窓瑣談』校 有朋堂文庫 1927
- 『源氏物語諸抄大成』巻1,2　編 斯文書院 1927-1929